# Landesregierung und Stadtsenat Gratz III
Landesregierung und Stadtsenat Gratz III war die Bezeichnung für die Wiener Landesregierung und den Wiener Stadtsenat unter Bürgermeister und Landeshauptmann Leopold Gratz zwischen 1978 und 1983. Die Landesregierung Gratz III amtierte von der Angelobung am 13. November 1978 (nach der Landtags- und Gemeinderatswahl 1978) bis zur Angelobung der Landesregierung Gratz IV am 27. Mai 1983. Die Wahl der Vizebürgermeister und Landeshauptmann-Stellvertreter erfolgte am 15. November 1978.
Im Februar 1979 wurde eine umfassende Regierungsumbildung vorgenommen. Die Amtsführende Stadträte Hans Böck, Kurt Heller und Hubert Pfoch legten ihr Amt am 14. Februar 1979 nieder, für sie rückten Johann Hatzl, Josef Veleta und Helmut Zilk zunächst als Stadträte nach, bevor sie am 27. Februar 1979 zu Amtsführenden Stadträten wurden. Nach dem Mord an Heinz Nittel am 1. Mai 1981 rückte am 14. Mai 1981 der frühere Planungsstadtrat Fritz Hofmann als neuer Amtsführender Stadtrat nach.

## Regierungszusammensetzung bis 14. Februar 1979
| Amt                                                                                | Name                      | Partei | Ressorts                                          |
| ---------------------------------------------------------------------------------- | ------------------------- | ------ | ------------------------------------------------- |
| Landeshauptmann Bürgermeister                                                      | Leopold Gratz             | SPÖ    |                                                   |
| 1. Landeshauptmann-Stellvertreterin 1. Vizebürgermeisterin Amtsführende Stadträtin | Gertrude Fröhlich-Sandner | SPÖ    | Kultur, Jugend und Bildung                        |
| 2. Landeshauptmann-Stellvertreter 2. Vizebürgermeister Stadtrat                    | Erhard Busek              | ÖVP    | ohne Ressort                                      |
| Amtsführender Stadtrat                                                             | Kurt Heller               | SPÖ    | Personal und Sport, bis 14. Februar 1979          |
| Amtsführender Stadtrat                                                             | Peter Schieder            | SPÖ    | Inneres und Bürgerservice                         |
| Amtsführender Stadtrat                                                             | Hans Mayr                 | SPÖ    | Finanzen und Wirtschaft                           |
| Amtsführender Stadtrat                                                             | Alois Stacher             | SPÖ    | Gesundheit und Soziales                           |
| Amtsführender Stadtrat                                                             | Rudolf Wurzer             | SPÖ    | Stadtplanung                                      |
| Amtsführender Stadtrat                                                             | Hans Böck                 | SPÖ    | Bauten, bis 14. Februar 1979                      |
| Amtsführender Stadtrat                                                             | Hubert Pfoch              | SPÖ    | Wohnen, bis 14. Februar 1979                      |
| Amtsführende Stadtrat                                                              | Heinz Nittel              | SPÖ    | Städtische Dienstleistungen und Konsumentenschutz |
| Amtsführende Stadtrat                                                              | Franz Nekula              | SPÖ    | Verkehr und Energie                               |
| Stadtrat                                                                           | Günther Goller            | ÖVP    | ohne Ressort                                      |
| Stadtrat                                                                           | Gertrude Kubiena          | ÖVP    | ohne Ressort                                      |
| Stadtrat                                                                           | Jörg Mauthe               | ÖVP    | ohne Ressort                                      |
| Stadtrat                                                                           | Wilhelm Neusser           | ÖVP    | ohne Ressort                                      |
| Stadtrat                                                                           | Johann Hatzl              | SPÖ    | ohne Ressort, ab 14. Februar 1979                 |
| Stadtrat                                                                           | Josef Veleta              | SPÖ    | ohne Ressort, ab 14. Februar 1979                 |
| Stadtrat                                                                           | Helmut Zilk               | SPÖ    | ohne Ressort, ab 14. Februar 1979                 |

## Regierungszusammensetzung ab 14. Februar 1979
| Amt                                                                                | Name                      | Partei | Ressorts                                                            |
| ---------------------------------------------------------------------------------- | ------------------------- | ------ | ------------------------------------------------------------------- |
| Landeshauptmann Bürgermeister                                                      | Leopold Gratz             | SPÖ    |                                                                     |
| 1. Landeshauptmann-Stellvertreterin 1. Vizebürgermeisterin Amtsführende Stadträtin | Gertrude Fröhlich-Sandner | SPÖ    | Bildung, Jugend, Familie                                            |
| 2. Landeshauptmann-Stellvertreter 2. Vizebürgermeister Stadtrat                    | Erhard Busek              | ÖVP    | ohne Ressort                                                        |
| Amtsführender Stadtrat                                                             | Franz Nekula              | SPÖ    | Personal- und Rechtsangelegenheiten                                 |
| Amtsführender Stadtrat                                                             | Hans Mayr                 | SPÖ    | Finanzen und Wirtschaftspolitik                                     |
| Amtsführender Stadtrat                                                             | Helmut Zilk               | SPÖ    | Kultur und Bürgerdienst                                             |
| Amtsführender Stadtrat                                                             | Alois Stacher             | SPÖ    | Gesundheit und Soziales                                             |
| Amtsführender Stadtrat                                                             | Rudolf Wurzer             | SPÖ    | Stadtplanung                                                        |
| Amtsführender Stadtrat                                                             | Peter Schieder            | SPÖ    | Umwelt und Freizeit                                                 |
| Amtsführender Stadtrat                                                             | Johann Hatzl              | SPÖ    | Wohnen und Stadterneuerung                                          |
| Amtsführender Stadtrat                                                             | Josef Veleta              | SPÖ    | Vermögensverwaltung, städtische Dienstleistungen, Konsumentenschutz |
| Amtsführender Stadtrat                                                             | Fritz Hofmann             | SPÖ    | Straße, Verkehr und Energie (ab 14. Mai 1981)                       |
| Stadtrat                                                                           | Günther Goller            | ÖVP    | ohne Ressort                                                        |
| Stadtrat                                                                           | Gertrude Kubiena          | ÖVP    | ohne Ressort                                                        |
| Stadtrat                                                                           | Jörg Mauthe               | ÖVP    | ohne Ressort                                                        |
| Stadtrat                                                                           | Wilhelm Neusser           | ÖVP    | ohne Ressort                                                        |
| Ermordet 1. Mai 1981                                                               |                           |        |                                                                     |
| Amtsführender Stadtrat                                                             | Heinz Nittel              | SPÖ    | Straße, Verkehr und Energie                                         |